# Murat Yılmaz (Schauspieler)
Murat Karabey Yılmaz (* 1966) ist ein türkisch-deutscher Schauspieler.
Er trat ab 1999 in einer Reihe bekannter Filme auf, die oft der deutsch-türkischen Thematik zuzuordnen sind oder von deutsch-türkischen Regisseuren stammen. Für Neco Çelik war er außerdem im Bereich der Aufnahmeleitung tätig. Zuletzt spielte er in der Fernsehreihe Mordkommission Istanbul. Yılmaz arbeitet auch als Synchronsprecher.

## Filmografie (Auswahl)
- 1999: Der Mörder meiner Mutter
- 2000: Freunde
- 2000: Kanak Attack
- 2000: Wolffs Revier – Blutrache
- 2001: Spion wider Willen
- 2002–2005: Abschnitt 40 (2 Folgen)
- 2002: Der Solist – In eigener Sache
- 2002: Schimanski – Asyl
- 2004: Lautlos
- 2004: Out of Reach
- 2004: Süperseks
- 2004: Grüße aus Kaschmir
- 2004: Killerbus
- 2005: Freundinnen
- 2006: Alarm für Cobra 11 – Die Autobahnpolizei (Folge Der Fahrer)
- 2007: Unter Mordverdacht – Ich kämpfe um uns
- 2007: GSG 9 – Ihr Einsatz ist ihr Leben (Folge Die Zelle)
- 2008–2011: Mordkommission Istanbul (2 Folgen)
- 2010: Zeiten ändern Dich
- 2010: Countdown – Die Jagd beginnt (Folge Blutsbande)
- 2012: Klinik am Alex – Unter Druck